# 地海巫師
《地海巫師》（英語：A Wizard of Earthsea）是美國作家娥蘇拉·勒瑰恩於1968年發表的奇幻小說，是地海系列的第一部長篇小說，曾獲1969年的波士頓環球報號角書獎。故事敘述傳奇法師格得的少年成長過程。

## 劇情提要
在地海世界，一個充滿著島嶼、海洋、魔法的奇幻世界，萬物皆有真名。而當知曉了某物／人之真名，便能成為其主人。
少年雀鷹（Sparrowhawk）是弓忒島上的牧羊童，天生擁有強大的法力天賦，由於渴望智識法藝更上層樓，而在授與他真名格得（Ged）的師傅歐吉安推薦下，前往柔克島的巫師學院，學習更高深的魔法知識。他因才華出眾而在學院裡備受矚目，但也因心高氣傲而鑄下大錯：某日，格得為同儕所激，挑戰觸犯禁忌的祕術，召喚亡靈，卻遭到未知的黑影襲擊，幾乎喪命。
在休養康復之後，格得完成學院學業，領受巫杖，前往擔任九十嶼群島的守護巫師，並且擊敗蟠多之龍完成任務。然而黑影的威脅仍在——這來自無名之地的無形怪物渴望侵奪格得的身體。格得在恐懼之下逃離，卻又誤入陷阱，在北方的甌司可島險些成為黑暗太古力的奴僕，最後他變換身形成為旅鷹，飛翔回到弓忒島。在那兒，歐吉安給了他一個建議：「轉身」。格得理解到，逃亡漫無目標、操之在人，並又無法解決問題，他應當主動追尋，自己選擇前進的方向。
出乎意料地，當格得起而迎戰時，黑影竟從他面前遁去。於是雙方立場倒轉，格得在學院好友費渠（Vetch）的協助下，駕船在海上追逐黑影，直至東陲海域盡頭。最終格得理解到黑影其實是他自己的另一面，藉由以自己的真名「格得」呼喚黑影，他重新合而為一，為自己所犯的誤失畫下句點。

## 人物介紹
- 雀鷹/格得(Sparrowhawk/Ged)
  - 本書主角，誕生於弓忒島的十楊村。雖是個出身平凡的牧羊童，然而天生擁有不凡的巫力，十三歲左右就曾以此協助村人殲滅入侵的蠻族。被智者歐吉安授與真名後，成為他的學徒，後在歐吉安推薦下前往柔克島的巫師學院學習。然而卻被學長賈似珀所激而使用黑魔法，不慎召喚出一個黑影。
- 歐吉安(Ogion)
  - 弓忒島銳亞白鎮的老巫師，曾於多年前鎮壓了一場大地震，在當地很受敬重。雀鷹的老師，授與了『格得』這個真名。為人沉靜寡語，無為而無不為，格得對他這樣的處世態度曾感到困惑，但慢慢也了解了其中的道理。對母親早逝，父親嚴厲寡言的格得來說，是個如同親人般的存在。
- 費渠/艾司特洛(Vetch/Estarriol)
- 賈似珀(Jasper)
- 倪摩爾(Nemmerle)
- 席蕊(Serret)
- 雅柔/可絲(Yarrow/Kest)

## 中譯書目
- 《地海巫師》 蔡美玲譯，繆思出版社奇幻館書系（繁體，台灣地區）
  - 2002年初版
  - 2007年再版

## 延伸閲讀
- Bloom, Harold (编). . New York City, New York, US: Chelsea House. 1986. ISBN 0-87754-659-2.
- Drout, Michael.  1st. China: Barnes & Noble. 2006. ISBN 978-0-7607-8523-2.
- Martin, Philip.  1st. Milwaukee, Wisconsin, US: Crickhollow Books. 2009. ISBN 978-1-933987-04-0.
- Mathews, Richard. . New York City, New York, US: Routledge. 2002. ISBN 0-415-93890-2.

## 外部連結
- Ursula K. Le Guin's official website（页面存档备份，存于）